# Lista de episódios de As Brasileiras
As Brasileiras é uma série de televisão brasileira produzido pela Rede Globo e pela Lereby Produções, do diretor Daniel Filho. Baseada no livro As Cariocas de Sérgio Porto - mais conhecido pela alcunha "Stanislaw Ponte Preta" - a série apresenta vinte e dois episódios, independentes entre si, cada um protagonizado por uma atriz e situado em uma cidade ou região dos vários estados do Brasil. Este anexo lista os episódios da série.

## Lista de episódios
| # | Título                          | Direção                   | Roteiro                                              | Exibição                | Audiência  |
| --- | ------------------------------- | ------------------------- | ---------------------------------------------------- | ----------------------- | ---------- |
| 1 | "A Justiceira de Olinda"        | Cris D'Amato              | Marcos Bernstein                                     | 2 de fevereiro de 2012  | 20 pontos  |
| Apaixonada por seu marido Anderson (Marcos Palmeira), ela é uma heroína cheia de amor para dar. Não leva desaforo para casa, por isso não pensa duas vezes em fazer justiça com as próprias mãos. Ela é Janaína (Juliana Paes), "A Justiceira de Olinda"! |                                 |                           |                                                      |                         |            |
| 2 | "A Inocente de Brasília"        | Cris D'Amato Daniel Filho | Gregório Duvivier                                    | 9 de fevereiro de 2012  | 16 pontos  |
| Uma mulher ingênua e apaixonada por seu chefe. Funcionária padrão e muito inocente, ela repete todos os dias como é linda, forte e poderosa. Inocente, se envolve em algumas confusões com a amiga Verinha (Suely Franco) e seu lindo chefe Dantas (Edson Celulari). Augusta (Cláudia Jimenez) é "A Inocente de Brasília"! |                                 |                           |                                                      |                         |            |
| 3 | "A Selvagem de Santarém"        | Tizuka Yamazaki           | Ana Maria Moretzsohn Marcius Melhem Sylvio Gonçalves | 16 de fevereiro de 2012 | 15 pontos  |
| Ela é índia, mas é infeliz na tribo das lendárias. Conta com o apoio de Diogo (Danton Mello) para ajudá-la a fugir e ele acaba ficando preso por tentar fazê-la escapar. É Araí (Suyane Moreira), "A Selvagem de Santarém"! |                                 |                           |                                                      |                         |            |
| 4 | "A Viúva do Maranhão"           | Tizuka Yamazaki           | Ary Franklin Marcelo Saback                          | 23 de fevereiro de 2012 | 15 pontos  |
| Viúva, ela é jovem, bonita, rica e fiel a sua memória. Pensa em conhecer um novo amor e Edson (Marcello Antony), assessor e braço direito do falecido Justos Barreto (Daniel Filho), começa a chamar sua atenção. Ela só não pode se envolver muito e acabar se frustrando. Ela é Ludimila (Patricia Pillar), "A Viúva do Maranhão"!                                                                                               |                                 |                           |                                                      |                         |            |
| 5 | "A Sexóloga de Floripa"         | Cris D'Amato              | Ana Maria Moretzsohn Carol Castro Márcio Alemão      | 1 de março de 2012      | 15 pontos  |
| Romântica, sexóloga e comportamental. Jovem, escritora e apresentadora de um programa de televisão com grande audiência, o "Susexo". Com a fama ela chama atenção de alguns inimigos como o apresentador Pablo (Fábio Assunção) que trabalha na mesma emissora e, determinado em derrubá-la, se envolve com ela para descobrir mais sobre sua vida pessoal. Essa é Rosa (Leandra Leal), "A Sexóloga de Floripa"!                   |                                 |                           |                                                      |                         |            |
| 6 | "A Desastrada de Salvador"      | Cris D'Amato              | Sylvio Gonçalves                                     | 8 de março de 2012      | 15 pontos  |
| Ao mesmo tempo que ela é linda e doce, também é desorganizada e atrapalhada. Um caos em forma de mulher, ela consegue importunar a vida de todos a sua volta quando o assunto é se arrumar para sair. Vítima de suas próprias fraquezas, ela se esforça para mudar seu jeito atrapalhado de ser. Raquel (Ivete Sangalo) é "A Desastrada de Salvador"!                                                                              |                                 |                           |                                                      |                         |            |
| 7 | "A Culpada de BH"               | Tizuka Yamazaki           | Clarice Falcão Márcio Alemão                         | 15 de março de 2012     | 17 pontos  |
| Sem sorte no amor e no jogo, ela não deixa de ser sonhadora e romântica. Com isso acredita que um dia seu príncipe encantado vai chegar. Vitório (Humberto Martins) a conhece em uma de suas situações estabanadas e logo a encanta. Com sua fama de azarada ela tem medo de algo atrapalhar a relação dos dois. Catarina (Ísis Valverde) é "A Culpada de BH"!                                                                     |                                 |                           |                                                      |                         |            |
| 8 | "A Fofoqueira de Porto Alegre"  | Daniel Filho              | Carolina Castro Jô Abdu                              | 22 de março de 2012     | 15 pontos  |
| Fofoqueira de plantão, de tanto ouvir a conversa dos outros acaba descobrindo uma fofoca do próprio marido, Ricardo (Rodrigo Lombardi), o que não é nada bom. Irônica, ela persegue as pessoas que espalharam a fofoca e, finalmente, chega a verdade. Rita (Xuxa Meneghel) é "A Fofoqueira de Porto Alegre"! |                                 |                           |                                                      |                         |            |
| 9 | "A Indomável do Ceará"          | Cris D'Amato              | Marcelo Saback                                       | 29 de março de 2012     | 15 pontos  |
| Mulher linda e com uma força incrível, é uma delegada muito séria, terror dos malfeitores, desacreditada no amor e nos homens. Por ironia do destino, se apaixona por um foragido da prisão, conhecido como Carioca (Rodrigo Santoro). Ela é Mirtes (Alice Braga), "A Indomável do Ceará"! |                                 |                           |                                                      |                         |            |
| 10 | "A Perseguida de Curitiba"      | Tizuka Yamazaki           | Sylvio Gonçalves                                     | 5 de abril de 2012      | 16 pontos  |
| Encantadora de corações, é uma deusa que nasceu para seduzir gregos e curitibanos. Sua relação com Jorge (Daniel Boaventura) precisava de uma atenção especial, por isso resolve apimentar na comemoração de cinco anos do casamento. Ao preparar uma surpresa para o marido, ela não imagina a confusão que vai acontecer: ela vai se redescobrir. Sandra (Maria Fernanda Cândido) é a "Perseguida de Curitiba"!                  |                                 |                           |                                                      |                         |            |
| 11 | "A Apaixonada de Niterói"       | Cris D'Amato              | Jô Abdu                                              | 12 de abril de 2012     | 13 pontos  |
| Eternamente apaixonada pelo marido, é o tipo de mulher que acha que não será capaz de respirar sozinha sem o parceiro. Surpreendida ao saber que Marcelo (Caco Ciocler) estaria com outra, ela não mede esforços para trazer seu homem de volta, nem que isso a leve a fazer as coisas mais estranhas. Monique (Letícia Sabatella) é "A Apaixonada de Niterói"!                                                                    |                                 |                           |                                                      |                         |            |
| 12 | "A Venenosa de Sampa"           | Cris D'Amato Daniel Filho | Adriana Falcão Jô Abdu                               | 19 de abril de 2012     | 17 pontos  |
| Sempre de olho nas vitrines, ela cuida da beleza malhando na academia e os cabelos no salão. Mulher vaidosa, em especial quando o assunto é moda. Egocêntrica ela não vai admitir que Maria Eduarda (Vivianne Pasmanter) use o mesmo vestido que o seu em uma festa e, para isso, ela pede ajuda de seu marido Edemar (Fernando Eiras). Ela é Gigi (Giovanna Antonelli), "A Venenosa de Sampa"!                                    |                                 |                           |                                                      |                         |            |
| 13 | "A Reacionária do Pantanal"     | Tizuka Yamasaki           | Ana Maria Moretzsohn                                 | 26 de abril de 2012     | 16 pontos  |
| Brava e revoltada, é uma menina metida a moderna que briga com todos. Filha de Olinda (Regina Braga), ela não admite o fato de sua mãe abandonar a viuvez e se envolver com uma mulher. Mesmo decidindo não olhar mais na cara da mãe, vai ser difícil não encontrar com alguém que circula e frequenta os mesmos lugares numa cidade não muito grande. Gabriela (Sandy Leah) é "A Reacionária do Pantanal"!                       |                                 |                           |                                                      |                         |            |
| 14 | "A Mascarada do ABC"            | Cris D'Amato              | Marcelo Saback                                       | 3 de maio de 2012       | 17 pontos  |
| Taxista, fala pelos cotovelos. Boa esposa, linda e amiga, ela já tinha esquecido sua beleza. Para ajudar uma amiga ela acaba indo parar em cima de um palco como uma dançarina mascarada. Ela é Janice (Juliana Alves), "A Mascarada do ABC"! |                                 |                           |                                                      |                         |            |
| 15 | "A Adormecida de Foz do Iguaçu" | Cris D'Amato              | Sylvio Gonçalves Ana Maria Moretzsohn                | 10 de maio de 2012      | 16 pontos. |
| Linda, rica e bem-sucedida, ela tinha tudo para ser feliz. Esposa de um político (Guilherme Fontes) e com a agenda atribulada, tudo o que ela queria era poder dormir. Liliane (Mariana Ximenes) é "A Adormecida de Foz do Iguaçu"! |                                 |                           |                                                      |                         |            |
| 16 | "A Mamãe da Barra"              | Cris D'Amato              | Thalita Rebouças Ana Maria Moretzsohn                | 17 de maio de 2012      | 20 pontos  |
| Madura e bonita, ela é uma mulher que nasceu para a maternidade. E mãe que é mãe, abre mão de qualquer coisa para proteger sua prole. Ela é Ângela Cristina (Glória Pires), "A Mamãe da Barra"! |                                 |                           |                                                      |                         |            |
| 17 | "A De Menor do Amazonas"        | Tizuka Yamasaki           | Ana Maria Moretzsohn                                 | 24 de maio de 2012      | 17 pontos  |
| Apesar de ter um jeitinho de menina, ela precisa ser durona no trabalho, pois seu chefe, Loureiro (Otávio Augusto), não tira os olhos de suas coxas. Séria e ao mesmo tempo romântica, acredita que em algum canto tem um cara legal para conhecer. Ao se envolver em uma grande confusão acaba conhecendo Fernando (Marcos Palmeira) que poderá ser esse amor tão esperado. Ela é Shirley (Maria Flor), "A De Menor do Amazonas"! |                                 |                           |                                                      |                         |            |
| 18 | "A Vidente de Diamantina"       | Daniel Filho              | Gregório Duvivier Clarice Falcão                     | 31 de maio de 2012      | 15 pontos  |
| A jovem dos olhos penetrantes é dona de uma previsão certeira, principalmente em relação aos homens com quem se envolve. Suas visões se concretizam sempre. Ela é Clara (Bruna Linzmeyer), "A Vidente de Diamantina"! |                                 |                           |                                                      |                         |            |
| 19 | "O Anjo de Alagoas"             | Tizuka Yamasaki           | Ana Maria Moretszohn Jô Abdu Sylvio Gonçalves        | 7 de junho de 2012      | 16 pontos  |
| Com sede de justiça, ela vai fazer de tudo para eliminar os perversos do Sertão, mesmo que isso só seja resolvido com a morte. Ela é justiceira, guerreira e valente. Ana (Cléo Pires) é "O Anjo De Alagoas"! |                                 |                           |                                                      |                         |            |
| 20 | "A Sambista da BR-116"          | Cris D'Amato Daniel Filho | Marcelo Saback                                       | 14 de junho de 2012     | 16 pontos  |
| Ela nasceu no carnaval e sonha em brilhar na Avenida. A moça se envolve nas mais diversas confusões para realizar o sonho de ser passista de destaque. Esplendor (Sophie Charlotte) é "A Sambista da BR-116"! |                                 |                           |                                                      |                         |            |
| 21 | "A Doméstica de Vitória"        | Tizuka Yamasaki           | Maria Helena Nascimento Ana Maria Moretzsohn         | 21 de junho de 2012     | 16 pontos  |
| Ela é sonhadora e dedicada ao trabalho. Num certo dia, resolve dar uma de princesa e se apaixona por um "Deus grego". No dia seguinte, a cinderela volta para a realidade, mas o amor faz com que o destino mude o seu futuro. Ela é Cleonice (Dira Paes), "A Doméstica de Vitória"! |                                 |                           |                                                      |                         |            |
| 22 | "Maria do Brasil"               | Daniel Filho              | Ana Maria Moretzsohn Daniel Filho                    | 28 de junho de 2012     | 12 pontos  |
| Diferente de algumas estrelas que já nascem com brilho, ela nunca chegou a alcançar o tão sonhado estrelado: como ela mesma sabe, não é dona de nada muito especial. Cheia de esperança, ela tem a nostalgia de uma realização que não se completou e busca por algo a mais. Volta à televisão para reviver sua carreira e acaba encontrando um novo amor. Ela é Maria (Fernanda Montenegro), a "Maria do Brasil"!                 |                                 |                           |                                                      |                         |            |